# Campeonato Mundial de Patinaje de Velocidad sobre Hielo en Distancia Individual de 2025
El XXIV Campeonato Mundial de Patinaje de Velocidad sobre Hielo en Distancia Individual se celebró en Hamar (Noruega) entre el 13 y el 16 de marzo de 2025 bajo la organización de la Unión Internacional de Patinaje sobre Hielo (ISU) y la Federación Noruega de Patinaje sobre Hielo.
Las competiciones se realizaron en el Pabellón Olímpico de Hamar.

## Medallistas

### Masculino
| Evento                          | Oro                                                            | Plata                                                                    | Bronce                                                                  |
| ------------------------------- | -------------------------------------------------------------- | ------------------------------------------------------------------------ | ----------------------------------------------------------------------- |
| 500 m (14.03)                   | Jenning de Boo · Países Bajos · 34,24 s                        | Jordan Stolz Estados Unidos 34,38 s                                      | Cooper McLeod Estados Unidos 34,52 s                                    |
| 1000 m (15.03)                  | Joep Wennemars · Países Bajos · 1:08,05                        | Jenning de Boo · Países Bajos · 1:08,21                                  | Jordan Stolz Estados Unidos 1:08,26                                     |
| 1500 m (16.03)                  | Peder Kongshaug · Noruega · 1:44,64                            | Jordan Stolz Estados Unidos 1:44,71                                      | Connor Howe · Canadá · 1:44,78                                          |
| 5000 m (13.03)                  | Sander Eitrem · Noruega · 6:10,05                              | Beau Snellink · Países Bajos · 6:11,72                                   | Vladimir Semirunniy · Polonia · 6:12,95                                 |
| 10 000 m (16.03)                | Davide Ghiotto · Italia · 12:46,15                             | Vladimir Semirunniy · Polonia · 12:49,93                                 | Metoděj Jílek · República Checa · 12:51,53                              |
| Velocidad por equipos (13.03)   | China Xue Zhiwen Lian Ziwen Ning Zhongyan 1:18,13              | Países Bajos · Janno Botman · Jenning de Boo · Tim Prins · 1:18,42       | Estados Unidos Austin Kleba Cooper McLeod Zach Stoppelmoor 1:19,23      |
| Persecución por equipos (14.03) | Estados Unidos Casey Dawson Emery Lehman Ethan Cepuran 3:39,24 | Italia · Davide Ghiotto · Michele Malfatti · Andrea Giovannini · 3:41,17 | Países Bajos · Chris Huizinga · Beau Snellink · Marcel Bosker · 3:41,91 |
| Salida en grupo (15.03)         | Andrea Giovannini · Italia · 7:56,47                           | Lee Seung-Hoon Corea del Sur 7:56,52                                     | Bart Swings · Bélgica · 7:56,69                                         |

### Femenino
| Evento                          | Oro                                                                          | Plata                                                                      | Bronce                                                                     |
| ------------------------------- | ---------------------------------------------------------------------------- | -------------------------------------------------------------------------- | -------------------------------------------------------------------------- |
| 500 m (14.03)                   | Femke Kok · Países Bajos · 37,50 s                                           | Jutta Leerdam · Países Bajos · 37,69 s                                     | Kim Min-Sun Corea del Sur 37,73 s                                          |
| 1000 m (15.03)                  | Miho Takagi Japón 1:14,75                                                    | Femke Kok · Países Bajos · 1:14,98                                         | Jutta Leerdam · Países Bajos · 1:15,05                                     |
| 1500 m (16.03)                  | Joy Beune · Países Bajos · 1:55,28                                           | Antoinette de Jong · Países Bajos · 1:55,50                                | Han Mei China 1:55,53                                                      |
| 3000 m (13.03)                  | Joy Beune · Países Bajos · 4:00,39                                           | Martina Sáblíková · República Checa · 4:00,57                              | Merel Conijn · Países Bajos · 4:01,22                                      |
| 5000 m (15.03)                  | Francesca Lollobrigida · Italia · 6:56,38                                    | Ragne Wiklund · Noruega · 6:56,56                                          | Merel Conijn · Países Bajos · 6:58,49                                      |
| Velocidad por equipos (13.03)   | Países Bajos · Jutta Leerdam · Suzanne Schulting · Angel Daleman · 1:25,57   | Canadá · Brooklyn McDougall · Béatrice Lamarche · Ivanie Blondin · 1:27,33 | Polonia · Karolina Bosiek · Andżelika Wójcik · Kaja Ziomek-Nogal · 1:27,80 |
| Persecución por equipos (14.03) | Países Bajos · Joy Beune · Antoinette de Jong · Marijke Groenewoud · 2:56,09 | Japón Miho Takagi Ayano Sato Momoka Horikawa 2:58,55                       | Canadá · Ivanie Blondin · Valérie Maltais · Isabelle Weidemann · 3:00,74   |
| Salida en grupo (16.03)         | Marijke Groenewoud · Países Bajos · 8:23,17                                  | Ivanie Blondin · Canadá · 8:23,27                                          | Francesca Lollobrigida · Italia · 8:23,58                                  |

## Medallero
| Núm. | País            | Oro | Plata | Bronce | Total |
| ---- | --------------- | --- | ----- | ------ | ----- |
| 1    | Países Bajos    | 8   | 6     | 4      | 18    |
| 2    | Italia          | 3   | 1     | 1      | 5     |
| 3    | Noruega         | 2   | 1     | 0      | 3     |
| 4    | Estados Unidos  | 1   | 2     | 3      | 6     |
| 5    | Japón           | 1   | 1     | 0      | 2     |
| 6    | China           | 1   | 0     | 1      | 2     |
| 7    | Canadá          | 0   | 2     | 2      | 4     |
| 8    | Polonia         | 0   | 1     | 2      | 3     |
| 9    | Corea del Sur   | 0   | 1     | 1      | 2     |
| 9    | República Checa | 0   | 1     | 1      | 2     |
| 11   | Bélgica         | 0   | 0     | 1      | 1     |
|      | TOTAL           | 16  | 16    | 16     | 48    |